# Hypnornoides
Hypnornoides är ett släkte av kackerlackor. Hypnornoides ingår i familjen småkackerlackor.
Kladogram enligt Catalogue of Life:
| Hypnornoides | \| \| Hypnornoides burri \| \| \| \| \| \| Hypnornoides seabrai \| \| \| \| |
|              | \| \| Hypnornoides burri \| \| \| \| \| \| Hypnornoides seabrai \| \| \| \| |
|              | Hypnornoides burri                                                          |
|              |                                                                             |
|              | Hypnornoides seabrai                                                        |
|              |                                                                             |